# 1554
Évszázadok: 15. század – 16. század – 17. század
Évtizedek: 1500-as évek – 1510-es évek – 1520-as évek – 1530-as évek – 1540-es évek – 1550-es évek – 1560-as évek – 1570-es évek – 1580-as évek – 1590-es évek – 1600-as évek
Évek: 1549 – 1550 – 1551 – 1552 –  1553 – 1554 – 1555 – 1556 – 1557 – 1558 – 1559

## Események

### Határozott dátumú események
- március 13. – Az országgyűlésen – Báthori András, az uralkodó jelöltje ellenében – Magyarország nádorává választják Nádasdy Tamást. (Nádasdyra 24, Báthorira pedig csupán 13 megye követei adták szavazatukat.)[1]
- június 21. – Báthori András tölti be az országbírói tisztet. (Feladatát 1566-ig látta el.)[2]

### Határozatlan dátumú események
- március vége – Kolozsváron befejezik Tinódi Lantos Sebestyén Cronica című művének nyomtatását.[3]
- április – Angliában elfogadják azt a törvényt, amely kimondja, hogy Mária királynői státusza jogilag egyenértékű a férfi királyokéval.[4]
- szeptember – A füleki vár török kézre kerül.[5]
- az év folyamán –
  - Török kézre kerül Kaposvár, Korotna, Babócsa.
  - A pozsonyi országgyűlés nádorrá választja Nádasdy Tamást.

## Születések
- január 9. ‑ XV. Gergely pápa († 1623)[6]
- március 26. – Charles mayenne-i herceg, a Guise-ház tagja, a Katolikus Liga vezetője a francia vallásháborúkban († 1611)
- október 20. – Balassi Bálint költő, katona († 1594)
- november 30. – Philip Sidney angol költő, udvaronc és katona († 1586)

## Halálozások
- február 12.
  - Jane Grey angol királynő (* 1536/37)
  - lord Guildford Dudley, Jane Grey hitvese (* 1535 k.)
- február 23. – Henry Grey angol politikus, Suffolk első hercege (* 1517)